# 파라브로툴라과
파라브로툴라과(Parabrotulidae)는 첨치목에 속하는 조기어류 물고기 과이다. 2개 속으로 이루어져 있다. 이 과에서 잘 알려져 있는 종은 태평양 북서 지역과 북동부 대서양 북동부 지역에서 발견된다. 6 cm 이하의 작은 물고기로 상업 어업으로 중요하지는 않다.

## 하위 분류
파라브로툴라과는 다음과 같이 분류한다.
- Leucobrotula
- Parabrotula